# امین الحافظ (لبنان)
امین الحافظ (عربی: أمین الحافظ؛ ?۱۹۲۶ – ۱۳ ژوئیه ۲۰۰۹) یک سیاست‌مدار اهل لبنان بود که از تاریخ ۲۵ آوریل ۱۹۷۳ تا تاریخ ۲۱ ژوئن ۱۹۷۳ سمت نخست‌وزیر لبنان را برعده داشت.